# Громадянська війна в Афганістані

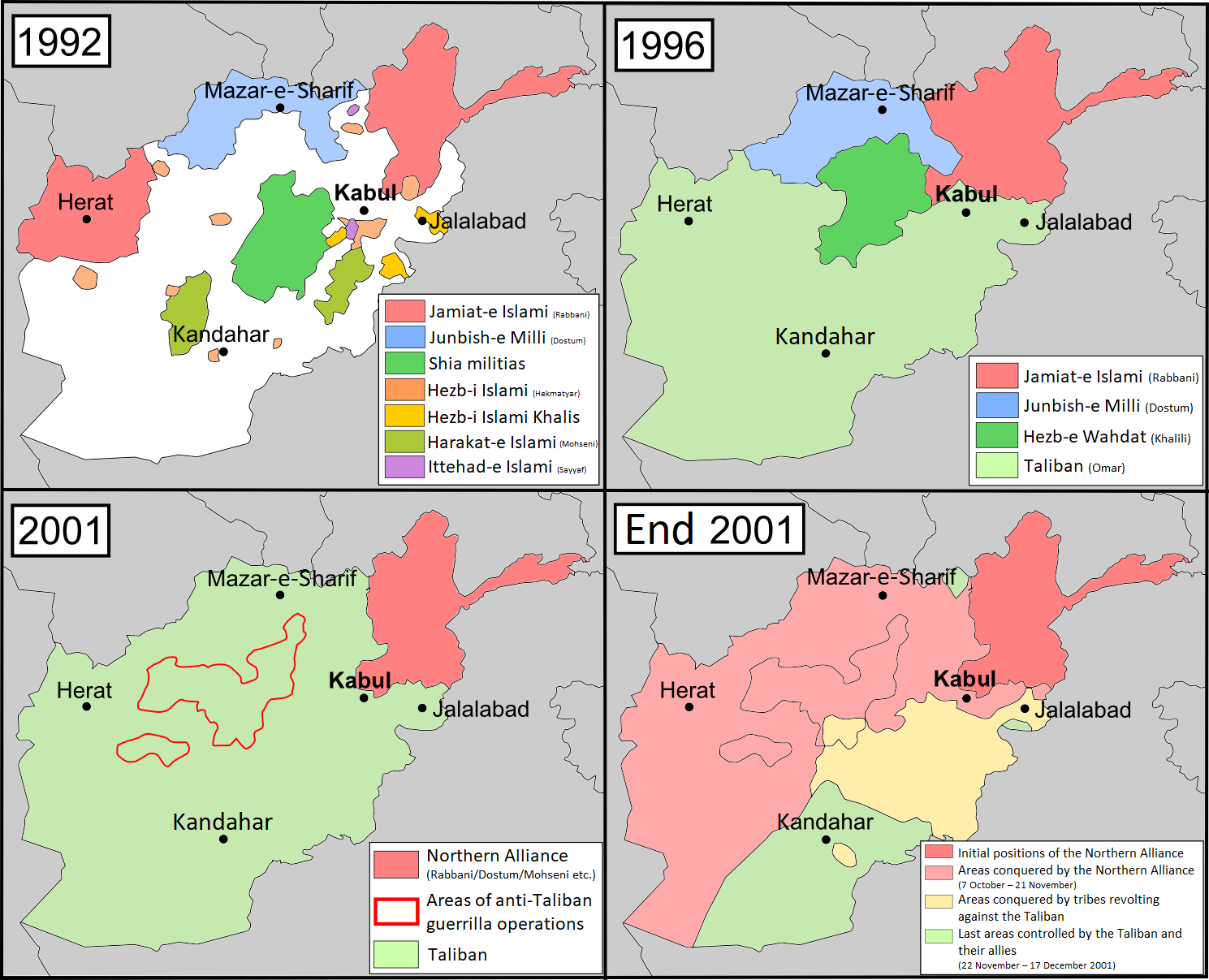
Розвиток війни в Афганістані від Пешаварської угоди у квітні 1992 р. до Битви за Тора Бора у грудні 2001 р.

Громадянська війна в Афганістані (також Конфлікт в Афганістані пушту دافغانستان جنګونه; перс. درگیری افغانستان) — серія збройних конфліктів за політичну владу в Афганістані. Традиційно в історіографії поділяється на такі етапи:
- Громадянська війна в Афганістані (1978—1979) — збройне протистояння, під час якого комуністичному уряду, що прийшов до влади в результаті Квітневої революції, протистояли угрупування опозиції.
- Афганська війна (1979—1989) — продовження попереднього етапу, що відзначилось присутністю у країні контингенту радянських військ, введеного для підтримки про радянського режиму, й широкою інтернаціоналізацією конфлікту; допомогу опозиції надавали США, Пакистан і низка інших держав.
- Громадянська війна в Афганістані (1989—1992) — третій етап воєнних дій, після виводу радянських військ урядова армія за матеріальної підтримки СРСР та за участі радянських військових радників билась проти збройної опозиції, яку все ще підтримували з-за кордону.
- Громадянська війна в Афганістані (1992—1996) — збройне протистояння між колишніми дружніми збройними угрупованнями моджахедів, які щойно повалили прорадянський уряд Демократичної Республіки Афганістан на чолі з Мухаммедом Наджибулла.
- Громадянська війна в Афганістані (1996—2001) — конфлікт між коаліцією польових командирів, яка мала назву Північний альянс, і рухом релігійних фундаменталістів, відомим як Талібан.
- Війна в Афганістані (2001—2021) — воєнні дії Міжнародних сил сприяння безпеці (ISAF) за підтримки Північного альянсу проти Талібану, звинуваченого за результатами розслідування терактів 11 вересня 2001 року у переховуванні терористів та сприянні поширенню фундаменталізму. Талібан перейшов до багаторічної партизанської війни, в якій успішно переміг та відновив свій контроль над усією територією країни.